# Polybotrya espiritosantensis
Polybotrya espiritosantensis är en träjonväxtart som beskrevs av Alexander Curt Brade. Polybotrya espiritosantensis ingår i släktet Polybotrya och familjen Dryopteridaceae. Inga underarter finns listade.